# Арвад (нохія)
Арвад (араб. ناحية أرواد) — нохія у Сирії, що входить до складу району Тартус провінції Тартус та включає в себе острів Арвад.
| Сирія | Це незавершена стаття з географії Сирії. Ви можете допомогти проєкту, виправивши або дописавши її. |